# Щедрогірська сільська рада
| Щедрогірська сільська рада — колишня адміністративно-територіальна одиниця та орган місцевого самоврядування у Ратнівському районі Волинської області з адміністративним центром у с. Щедрогір. Припинила існування 15 травня 2017 року через об'єднання до складу Забродівської сільської територіальної громади Волинської області. Натомість утворено Щедрогірський старостинський округ при Забродівській сільській громаді. Історична дата утворення: в 1949 році. Водоймища на території, підпорядкованій даній раді: річка Прип'ять, озеро Оріхівське. Сільській раді були підпорядковані населені пункти: - с. Щедрогір - с. Залюття - с. Окачеве - с. Підгір'я |

## Склад ради
Рада складалася з 16 депутатів та голови.

### Керівний склад ради
| ПІБ                     | Основні відомості                                                               | Дата обрання | Дата звільнення |
| ----------------------- | ------------------------------------------------------------------------------- | ------------ | --------------- |
| Панасюк Раїса Василівна | Сільський голова, 1969 року народження, освіта, позапартійна                    | 26.03.2006   | 31.10.2010      |
| Панасюк Раїса Василівна | Сільський голова, 1969 року народження, освіта середня спеціальна, позапартійна | 31.10.2010   |                 |

Примітка: таблиця складена за даними джерела

## Населення
Згідно з переписом УРСР 1989 року чисельність наявного населення сільської ради становила 2349 осіб, з яких 1110 чоловіків та 1239 жінок.
За переписом населення України 2001 року в сільській раді мешкали 1453 особи.

### Мова
Розподіл населення за рідною мовою за даними перепису 2001 року:
| Мова       | Відсоток |
| ---------- | -------- |
| українська | 99,93 %  |
| російська  | 0,07 %   |